# Ghiacciaio Forman
Il Ghiacciaio Forman  (in lingua inglese: Forman Glacier) è un ghiacciaio tributario antartico, lungo 7 km, che fluisce in direzione est tra il Monte Franke e il Monte Cole e va a confluire nel Ghiacciaio Shackleton, nei Monti della Regina Maud, in Antartide. 
La denominazione è stata assegnata dall'Advisory Committee on Antarctic Names (US-ACAN) in onore di John H. Forman, della U.S. Navy, meccanico d'officina presso la Stazione McMurdo durante la sessione invernale del 1959.